# Леонардо Франко
Леонардо Ноерен Франко (на испански: Leonardo Noeren Franco) е аржентински футболист, вратар. Висок 1,88 м. Футболист на Атлетико Мадрид.

## Биография
Роден е на 29 май 1977 г. в Сан Николас де лос Аройос, Аржентина. Започва футболната си кариера в Индепендиенте преди да премине в испанския Мерида. През 1998 г. отива в Реал Майорка, където по-късно се утвърждава като титуляр и през 2003 г. печели Купата на краля. Продаден на Атлетико Мадрид през 2004 г.
Шампион на СП за юноши през 1997 г. Участник на СП '06.